# Volkswagen Phaeton
O Volkswagen Phaeton (pronuncia-se "Fêton" ouvirⓘ) é um automóvel de luxo fabricado pela Volkswagen na Alemanha. Feito na mesma plataforma do Bentley, o Phaeton possui 5,05m de comprimento, 1,90m de largura, 2,88m de distância entre-eixos e 1,45m de altura, o que lhe permite abrigar confortavelmente cinco passageiros.
Possui motor longitudinal, instalado à frente do eixo dianteiro, análogo ao existente sedans Volkswagen e Audi, além de um sistema de tração integral permanente de três diferenciais (dianteiro, central e traseiro). O câmbio pode ser o manual de seis marchas ou o Tiptronic, de cinco velocidades.
Sua versão de entrada começa com um 3.2 VR6 (VR é a abreviação de "seis em linha" em alemão, em alusão aos motores em "V" da marca de ângulo, de apenas 15 graus entre as bancadas de cilindros, e que compartilham o mesmo cabeçote) de quatro válvulas por cilindro, cujo propulsor produz 241HP. A versão intermediária é equipada com um V8 tradicional com bancadas defasadas a 90 graus de 4,2 litros, gerando 335 HP.
Sua versão "top de linha" é equipada com o motor 6.0 W12, construído a partir da fusão de dois VR6 em um ângulo de 72 graus que gera 450HP. Utiliza a tração integral permanente 4Motion. Com ele, o Sedan de 2,3 toneladas faz o 0 a 100 km/h em 6,2 segundos, tendo como velocidade máxima, limitada eletronicamente, 250 km/h, como de praxe em carros alemães. Sem o limitador, chega a surpreendentes 323 km/h.
Em 2015, a VW decide suspender a produção do modelo na Alemanha, a fim de captar recursos para o caso Dieselgate.